# Kareda (Saaremaa)
Kareda (Duits: Karridahl) is een plaats in de Estlandse gemeente Saaremaa, provincie Saaremaa. De plaats heeft de status van dorp (Estisch: küla).
Tot in oktober 2017 lag de plaats in de gemeente Orissaare. In die maand ging Orissaare op in de fusiegemeente Saaremaa.

## Bevolking
Het dorp had 20 inwoners op 31 december 2011 en 14 inwoners op 31 december 2021.

## Geschiedenis
Kareda werd voor het eerst genoemd in 1441 onder de naam Karredal. In de 16e eeuw werd een landgoed Kareda gesticht. Het dorp Kareda, dat ten noorden van het landgoed lag, verdween in het begin van de 20e eeuw. Het huidige dorp Kareda ontstond pas in de jaren twintig van de 20e eeuw op het voormalige landgoed.
In 1977 werd Kareda bij het buurdorp Tagavere gevoegd. In 1997 werd het weer een zelfstandig dorp.